# モアテック
株式会社モアテックは、磁性流体シールの製造・販売を行う企業である。

## 所在地
東京の上野に本社を構える。設計・製造の拠点は中国の上海ならびに新郷で行っている。
グループ会社として、中国に、埃慕迪磁電科技(上海)有限公司と新郷市埃慕迪科技有限公司の2拠点。台湾に台湾埃慕迪股份有限公司がある。

## 沿革
- 1998年： 株式会社モアテックを千葉県船橋市に設立。
- 2002年： コスト競争力強化の為、中国 上海に設計・製造・販売の拠点を移す。埃慕迪磁電科技(上海)有限公司設立。
- 2004年： 台湾での市場の需要増加に伴い、メンテナンス及び販売拠点として台湾埃慕迪股份有限公司設立。
- 2014年： 日本国内向けの販売力強化の為、上野事務所を開設。
- 2017年： 国内外の需要増加に伴い、新工場の新郷市埃慕迪科技有限公司を設立。